# Dali (stad)
Dali (bai: Darl•lit; hani: Dafli) är en stad på häradsnivå i provinsen Yunnan i sydvästra Kina som är huvudstad i den autonoma prefekturen med samma namn. Staden ligger omkring 260 kilometer väster om provinshuvudstaden Kunming på en fertil platå mellan Cangshanbergen i väst och Erhaisjön i öst. Den har traditionellt bebotts av bai- och yiminoriteter. 
Dali är den uråldriga huvudstaden i både baikungariket Nanzhao som hade sin storhetstid i området omkring 700- och 800-talen, och kungariket Dali, som existerade mellan 937 och 1253. Panthayrebellerna hade Dali som sitt centrum mellan 1856 och 1863.
Dali är känd för sin marmortillverkning, till den grad att det kinesiska ordet för marmor är "dalisten" (kinesiska: 大理石; pinyin: dali shi).
Staden är idag en stor turistattraktion, tillsammans med Lijiang, för turister både inom och utanför Kina.